# Хартия-77
Хартия-77 (чеш. Charta 77) — программный документ, ставший основанием для формирования группы политических диссидентов в Чехословакии, просуществовавшей с 1976 по 1992 г. Её основатели (Вацлав Гавел, Йиржи Динстбир, Зденек Млынарж, Йиржи Гаек, Павел Когоут) стали ведущими общественными и политическими фигурами в стране после Бархатной революции 1989 г. Философ Ян Паточка, одним из первых подписавший хартию, был арестован в 1977 г. и погиб в тюрьме. Среди подписавших был Франтишек Кригель, бывший член Президиума ЦК КПЧ, видный деятель Пражской весны. Одной из первых подписала Мария Швермова, также бывший член Президиума ЦК, репрессированная в начале 1950-х.
Одновременно проявилась проправительственная Антихартия.
Текст хартии был составлен в 1976 г.; одним из стимулов к его созданию стал арест андеграунд-группы The Plastic People of the Universe. Первые подписи были поставлены в декабре 1976. Вместе с именами 242 подписавшихся хартия была опубликована 6 января 1977. Последовали аресты и конфискация оригинала хартии, однако её копии продолжали циркулировать. 7 января текст хартии был размещен в нескольких крупных газетах Европы и США. К концу 1977 года хартию подписали 800 чел, значительная часть их впоследствии эмигрировала.
Летом 1978 года на польско-чехословацкой границе состоялась встреча лидеров польского Комитета защиты рабочих (KOR) и Хартии-77 (в числе других в ней участвовали Яцек Куронь и Вацлав Гавел).
Хартия-77 послужила прототипом аналогичных движений: Хартия-88 в Великобритании, Хартия’97 в Белоруссии, Хартия-08 в Китае.
Хартии в 1984 году присуждена Премия свободы имени Андрея Сахарова.